# Ћакић
Ћакић је презиме распрострањено у Далмацији, у селима Ђеврске, Зечево, Цицваре, Добропољци, Морполача, Кула Атлагић и Кричке. Размјерно највише Ћакића у протеклих сто година рођено је у Кричкама, гдје је Ћакић сваки десети становник. У Хрватској данас живи око двјеста Ћакића у око шездесет и пет домаћинстава. Данас их највише има у Сплиту. Крсна слава Ћакића из Цицвара је Свети Никола. У Добропољцима је Свети Стефан, у Кричкама Свети Козма и Дамјан, док је онима у Ђеврскама, Кули Атлагић, Задру и Зечеву Свети Георгије.